# Cratere Annapolis
Annapolis  è un cratere sulla superficie di Marte.